# Merlene Frazer
Merlene Frazer (* 27. Dezember 1973 in Trelawny Parish) ist eine ehemalige jamaikanische Sprinterin.
Frazer war bereits als Juniorin international erfolgreich. Bei den Juniorenweltmeisterschaften 1990 in Plowdiw gewann sie die Goldmedaille mit der jamaikanischen 4-mal-100-Meter-Staffel. Diesen Titel verteidigte sie zwei Jahre später bei den Juniorenweltmeisterschaften 1992 in Seoul, wo sie außerdem im 100- und im 200-Meter-Lauf die Bronzemedaille gewann.
Im Verlauf ihrer Karriere war sie vor allem als Staffelläuferin erfolgreich. Mit der 4-mal-100-Meter-Staffel holte sie bei den Weltmeisterschaften 1991 in Tokio als nur im Vorlauf startend den Weltmeistertitel, mit der 4-mal-100-Meter-Staffel holte sie bei den Weltmeisterschaften 1997 in Athen die Silbermedaille, bei den Weltmeisterschaften 1999 in Sevilla und 2001 in Edmonton jeweils Bronze. Darüber hinaus war sie Mitglied der jamaikanischen Sprintstaffel, die bei den Olympischen Spielen 2000 in Sydney Zweite wurde. Frazer selbst wurde jedoch nur in den Qualifikationsrunden eingesetzt. Im Finale nahm Merlene Ottey ihren Platz als Schlussläuferin ein.
Frazers größter Erfolg als Einzelstarterin war der Gewinn der Bronzemedaille im 200-Meter-Lauf bei den Weltmeisterschaften 1999. Sie erreichte das Ziel zeitgleich mit der Deutschen Andrea Philipp, die zunächst auf dem vierten Rang geführt wurde. Nach einem Protest des Deutschen Leichtathletik-Verbands wurden zwei Bronzemedaillen vergeben. Weitere erwähnenswerte Resultate erzielte Frazer im 200-Meter-Lauf als Vierte der Hallenweltmeisterschaften 1997 in Paris und als Zweite des IAAF Grand Prix Finals 1999 in München sowie im 400-Meter-Lauf als Halbfinalteilnehmerin bei den Olympischen Spielen 1996 in Atlanta.
Merlene Frazer ist 1,74 m groß und hatte ein Wettkampfgewicht von 63 kg.

## Bestleistungen
- 100 m: 11,20 s, 19. Mai 1995, Houston
- 200 m: 22,18 s, 25. August 1999, Sevilla
- 400 m: 51,18 s, 28. Juli 1996, Atlanta
- 60 m (Halle): 7,20 s, 9. Februar 1997, Dortmund